# Coupe d'Afrique des nations féminine de hockey sur gazon
La Coupe d'Afrique des nations féminine de hockey sur gazon est une compétition sportive opposant les meilleures sélections africaines féminines de hockey sur gazon.

## Palmarès
| # | Année | Or                 | Argent   | Bronze   | 4e       | Lieu     |
| - | ----- | ------------------ | -------- | -------- | -------- | -------- |
| 1 | 1990  | Zimbabwe (1)       | Namibie  | Kenya    | Malawi   | Harare   |
| 2 | 1994  | Afrique du Sud (1) | Zimbabwe | Namibie  | Botswana | Pretoria |
| 3 | 1998  | Afrique du Sud (2) | Kenya    | Zimbabwe | Égypte   | Harare   |
| 4 | 2005  | Afrique du Sud (3) | Ghana    | Namibie  | Nigeria  | Pretoria |
| 5 | 2009  | Afrique du Sud (4) | Ghana    | Nigeria  | Égypte   | Accra    |
| 6 | 2013  | Afrique du Sud (5) | Ghana    | Kenya    | Tanzanie | Nairobi  |
| 7 | 2017  | Afrique du Sud (6) | Ghana    | Nigeria  | Kenya    | Ismaïlia |
| 8 | 2022  | Afrique du Sud (7) | Ghana    | Kenya    | Zimbabwe | Accra    |

### Tableau récapitulatif
| Rang | Pays           | Médaille d'or, Afrique | Médaille d'argent, Afrique | Médaille de bronze, Afrique | 4e |
| ---- | -------------- | ---------------------- | -------------------------- | --------------------------- | -- |
| 1    | Afrique du Sud | 7                      | 0                          | 0                           | 0  |
| 2    | Zimbabwe       | 1                      | 1                          | 1                           | 1  |
| 3    | Ghana          | 0                      | 5                          | 0                           | 0  |
| 4    | Kenya          | 0                      | 1                          | 3                           | 1  |
| 5    | Namibie        | 0                      | 1                          | 2                           | 0  |
| 6    | Nigeria        | 0                      | 0                          | 2                           | 1  |
| 7    | Égypte         | 0                      | 0                          | 0                           | 2  |
| 8    | Botswana       | 0                      | 0                          | 0                           | 1  |
| 8    | Malawi         | 0                      | 0                          | 0                           | 1  |
| 8    | Tanzanie       | 0                      | 0                          | 0                           | 1  |